# Igreja Matriz de São Sebastião (Vila de São Sebastião)

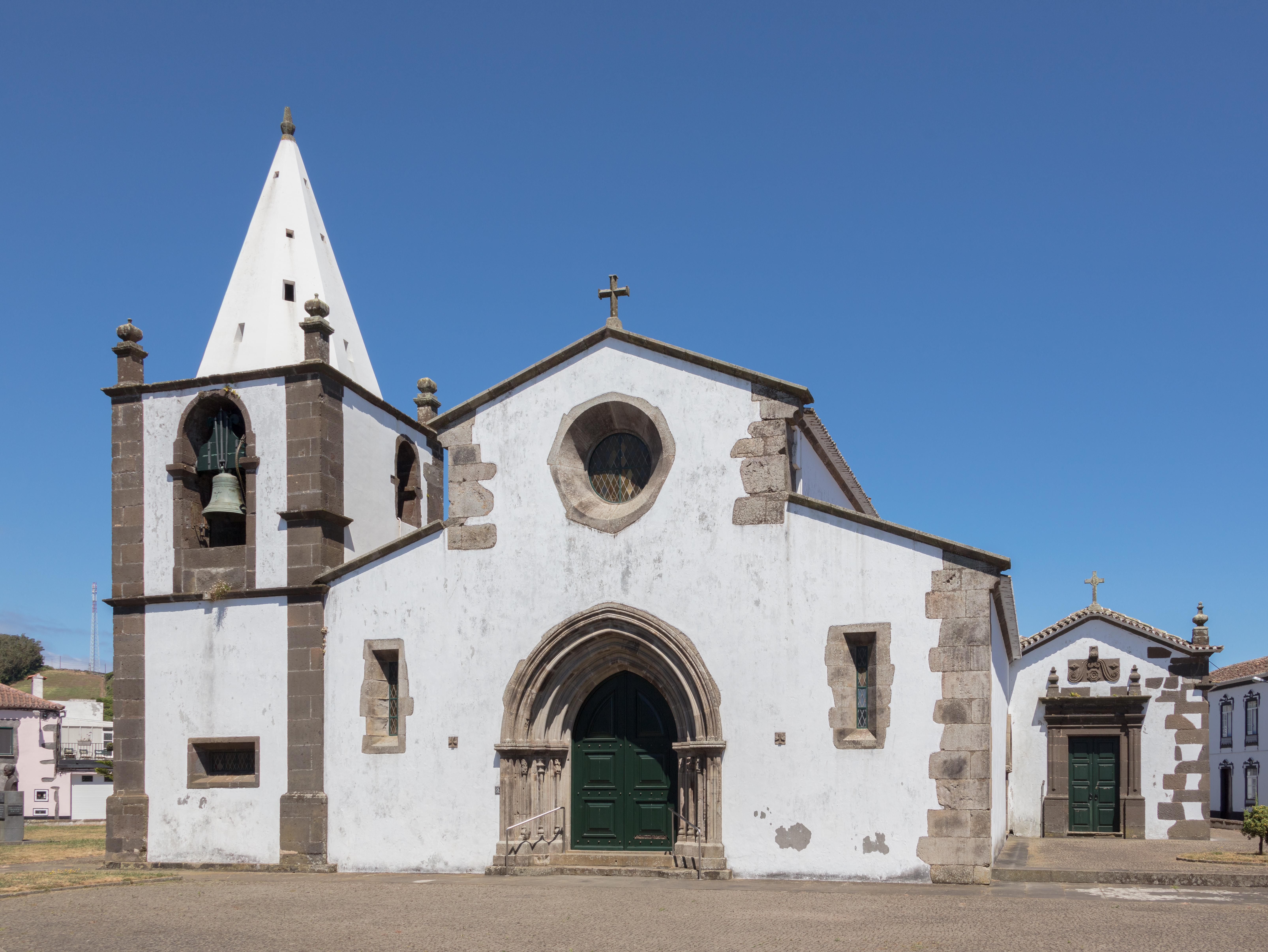
Igreja Matriz de São Sebastião, Terceira.

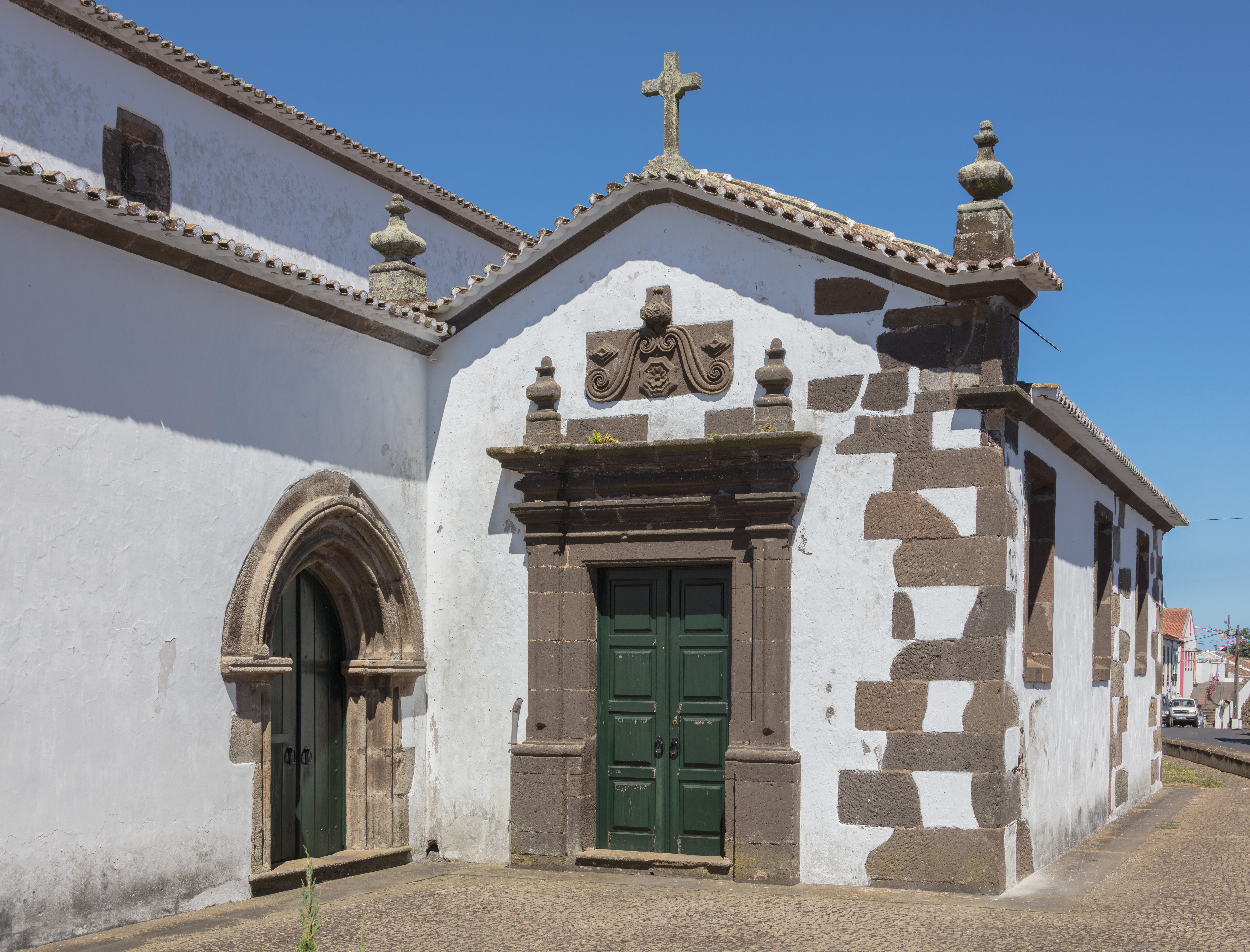
Capela.

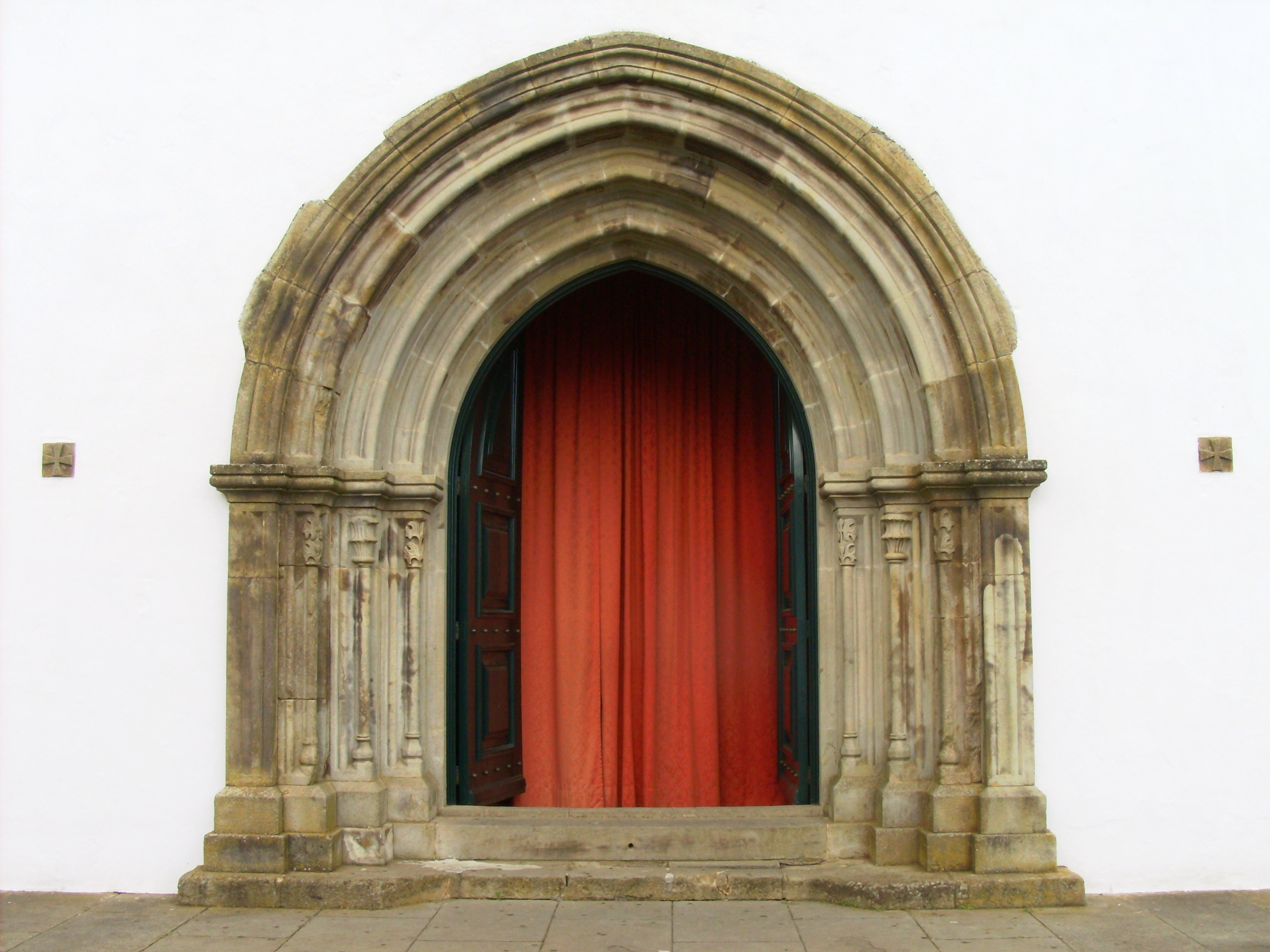
Igreja Matriz de São Sebastião: portada.

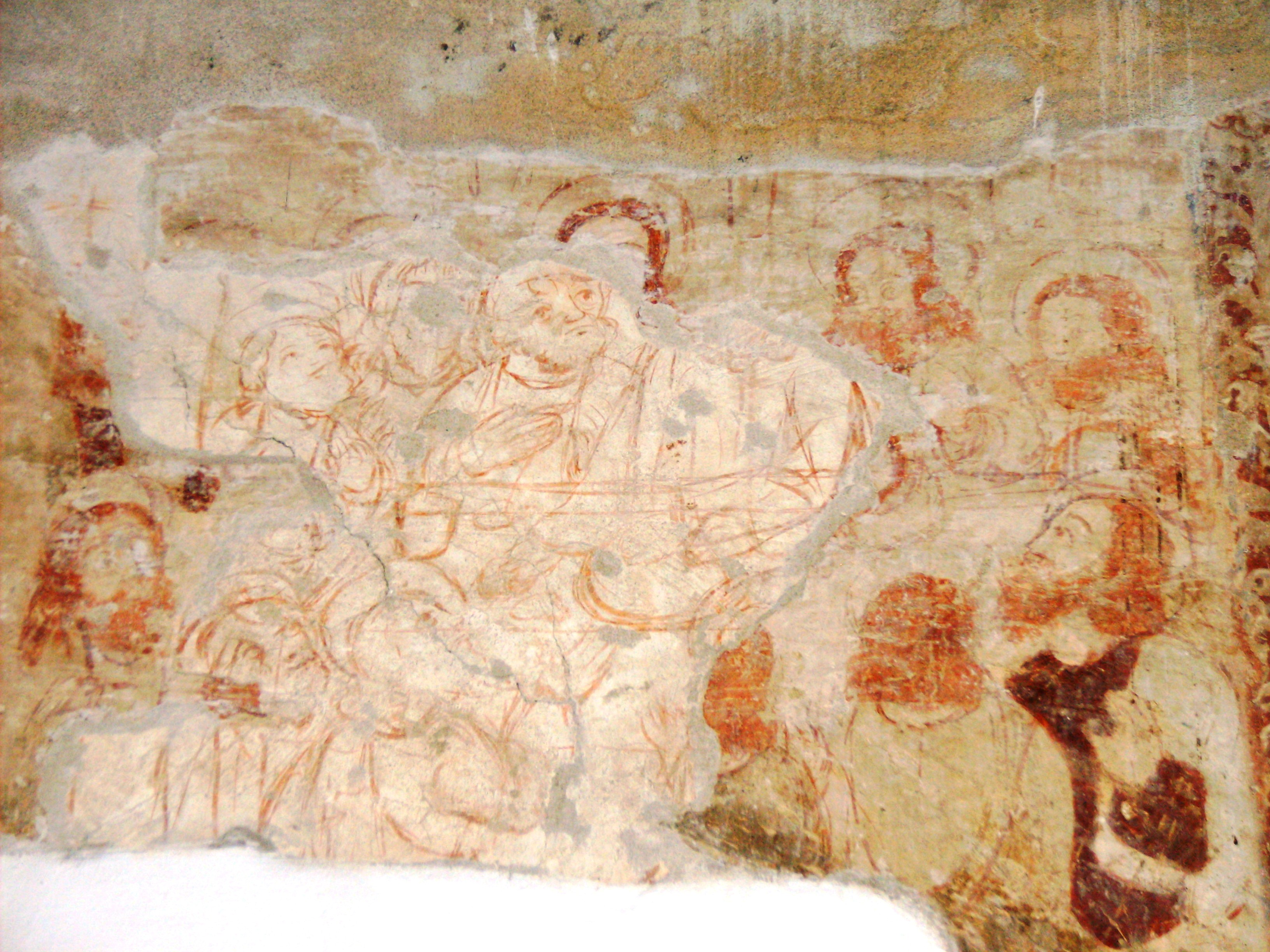
Igreja Matriz de São Sebastião: afresco (detalhe).

A Igreja Matriz de São Sebastião localiza-se na freguesia de Vila de São Sebastião, concelho de Angra do Heroísmo, na Ilha Terceira, nos Açores.
É considerada é uma das mais belas e valiosas obras de arte do arquipélago.

## História
Foi edificada pelos primeiros povoadores da ilha em 1455, tendo sofrido importantes obras de conservação durante o século XVI, mais precisamente as iniciadas em 1568, dado que a sua capela-mor se encontrava bastante arruinada. Nesta data foram acrescentados alguns elementos construtivos ao templo.
O seu interior foi consumido por um grande incêndio em 8 de maio de 1789, tendo as obras de recuperação sido concluída em 1795. Nesta campanha foi coberta grande parte da estrutura original em pedra, assim como muito das pinturas até então existentes nas paredes, tendo se lhe banalizado o frontispício.
Apenas na segunda metade do século XX, a partir de 1964, é que se iniciou uma intervenção de restauro, por iniciativa da Direcção-Geral dos Edifícios e Monumentos Nacionais (DGEMN). À época, o boletim n.º 117 da DGEMN (Setembro de 1964) referiu:
"Antes das obras de restauro, a igreja matriz de São Sebastião revelava exteriormente muito pouco da sua fábrica primitiva; a construção de 1789 banalizou-lhe o frontispício, escondeu muitos dos elementos, que subsistiam, das construções afonsina e manuelina."
O Dr. Baptista de Lima, numa comunicação ao "XVI Congresso Internacional de História da Arte", resume a evolução, em quatro fases, deste monumento:
"A primeira fase, gótica e arcaisante já para a época, é da fundação da igreja afonsina; compara-a aquele autor [Alfredo da Silva Sampaio] às das igrejas de Santa Clara de Santarém, Santa Maria dos Olivais de Tomar, São Domingos de Guimarães e Sé de Silves, todas do século XIII, duas centúrias anteriores à de São Sebastião."
"São dessa fase a cabeceira poligonal que forma a capela-mor, com seus botaréus, cachorrada e cimalha, bem como as três portas ogivais, a principal e as duas laterais."
"Planta simples, de três naves, cruzeiro com duas capelas manuelinas acrescentadas à planta primitiva - As de Nossa Senhora da Encarnação e dos Passos."
"Numa terceira fase, ainda no século XVI - em 1568 - a capela-mor, talvez por ameaçar ruína, foi inteiramente reconstruída, ficando muito mais ampla, e alinhando com as duas colaterais. Dessa reconstrução data abóbada actual; antes seria de artesões, como as demais capelas da igreja manuelina."
"Mais tarde, durante o século XVII e o século XVIII, a planta da igreja sofre novos acrescentos: a sacristia, o baptistério, uma arrecadação junto da capela dos Passos."
"Finalmente, depois do incêndio de 1789, o frontispício da igreja foi inteiramente modificado ao gosto da época, ficando com um portal barroco, a encobrir a primitiva porta principal, gótica."
"Assim, e com a decoração interior que Alfredo da Silva Sampaio nos descreve, nos começos deste século, permaneceu até às obras de restauro que ali promoveu a direcção-geral dos Edifícios e Monumentos Nacionais."
Sobre o seu espólio, do inventário efetuado em 3 de agosto de 1812 pelo seu tesoureiro, Francisco Manuel Sebastião de Andrade, tombado num dos livros paroquiais, dos ornamentos, paramentos e alfaias de prata (quatro cruzes, seis coroas, outros tantos castiçais, cinco resplendores, e outras peças), apenas restam uma naveta, um turíbulo, uma custódia, seis cálices, o prato de um par de galhetas, o purificador e um vaso pequeno. Tudo o mais, sem se referir os paramentos, pálios e frontais de brocado de ouro, desapareceu desde então.
Encontra-se classificada como Imóvel de Interesse Público pelo Decreto n.º 38.147, de 5 de janeiro de 1951, publicado no Diário da República, I Série, n.º 4.

## Características
O templo, de pequena altura, destaca-se pelos seus portais em estilo manuelino, arcos e abóbadas nervurados e afrescos tardo-medievais, únicos no arquipélago.
O Dr. Baptista Lima, referiu:
"A fachada é vulgar e incaracterística, semelhante à dos outros templos desta ilha, que, como este, sofreram restauro ou reconstrução no fim do século XVIII. No prolongamento do frontispício está a torre sineira, baixa, quadrangular e encimada por uma cúpula piramidal. Nas faces laterais, do Sul e do Norte, há a notar dois portais góticos, de arco quebrado, tendo o do Norte uma flor-de-lis no vértice das arquivoltas. A seguir do portal do Sul, o edifício forma um saliente nesta orientação, encontrando-se na parede voltada a Oeste. Uma portada dos fins do século XVII, ou princípios do XVIII, idêntica a numerosas da mesma época que se vêem em edifícios e templos desta ilha. Este portal dá ingresso a uma sacristia sua contemporânea.
O portal, que data dos finais do século XV, apresenta-se em ogiva assente sobre colunelo de capitéis lavardos onde se destaca um ornamentação vegetal. As duas portadas lateriais embora mais simples, datam do mesmo período.
O interior do templo encontra-se dividido em três naves, uma central e duas laterais, separadas por seis arcos de volta perfeita e de aresta chanfrada, que assentam em colunas de fuste cilíndrico, capitéis e bases simples.
A nave central, a mais alta, era iluminada por três pequenas frestas de cada lado. Entaipadas na campanha de 1789 foram recuperadas em nossos dias.
Ao centro da capela-mor encontra-se a imagem de Nossa Senhora da Conceição, ladeada pelas imagens de São Sebastião e de São Bartolomeu.
Na nave do lado do Evangelho, ao fundo, encontra-se a capela do Santíssimo Sacramento e na parede lateral, uma capela funda, onde se encontra, as imagem do Senhor dos Passos, e a do Senhor Jesus do Bom Fim e Almas.
Na nave do lado da Epístola, destaca-se um raro conjunto de afrescos tardo-medievais, únicos no arquipélago, constituídos por cinco painéis, descobertos em 1935, pelo então vigário Joaquim Esteves, até então cobertos por cal. O primeiro representa São Martinho; o segundo Santa Bárbara; o terceiro, a aparição de Jesus a Maria Madalena, sendo o único em que se lê uma legenda que refere: "Dyse Xpõ a Madalena melhor nõ me toques"; o quarto de São Sebastião; e o quinto, em que se vêem São Joaquim e Santa Ana.
Com o passar dos séculos foram-se aos poucos construindo várias capelas, como foi o que aconteceu em 1908, com a edificação da Capela das Almas, ou com a Capela manuelina de Nossa Senhora da Encarnação, a Capela absidal de Nossa Senhora do Rosário, entre outras que este templo apresenta. A torre sineira tem sob o seu sopé o baptistério, cuja data de construção remonta ao século XVII e é de abóbada de cantaria. Junto à Capela das Almas, nos finais do século XVII foi aberta uma pequena porta de acesso à sacristia.
A sacristia, apresenta um lavabo em pedra de cantaria lavrada, dois armários feitos em madeira de lei do Brasil (jacarandá) e três painéis da segunda metade do século XVI com pintura sobre madeira, onde se representam os passos da vida do Mártir São Sebastião, a saber: São Sebastião visitando os presos, a Flagelação de São Sebastião e o Martírio do Santo, crivado de flechas.